# Friedrich Meier (Orgelbauer)
Friedrich Meier (* 1913; † 1978) war ein deutscher Orgelbauer.

## Leben
Friedrich Meier lernte bei Ignaz Weise und machte sich etwa 1950 in Plattling selbstständig. Er baute auch größere Orgeln meist mit Kegelladen vorwiegend im niederbayerischen Raum, aber auch in der Oberpfalz. Neben Orgelneubauten führte Meier Umbauten durch und elektrifizierte Orgeln. Zuweilen ersetzte er in Folge pneumatische Orgeln seines Lehrherren durch größere Instrumente mit elektrischen Trakturen. Die Firma erlosch nach dem Tod des Firmeninhabers.

## Werkliste (Auswahl)
| Jahr      | Ort                    | Gebäude                            | Bild | Manuale    | Register | Bemerkungen |
| --------- | ---------------------- | ---------------------------------- | ---- | ---------- | -------- | --- |
| 1954      | Fahrenberg             | Wallfahrtskirche Mariä Heimsuchung |      | II/P       | 18       | Meiers op. 1. Gehäuse 1832 von Michael Weiß. 1979 Reparatur Kloss, 1992 Reinigung Hartmann. |
| um 1955   | Kläham                 | Mariä Heimsuchung                  |      | II/P       | 11       | erhalten |
| um 1957   | Regensburg             | St. Pius                           |      | II/P       | 20       | erhalten |
| 1957      | Vilshofen an der Donau | St. Johannes der Täufer            |      | III/P      | 54       | 2017 ersetzt durch einen Neubau von Richard Rensch (47/III/P) |
| 1960      | Irlbach bei Wenzenbach | Mariä Himmelfahrt                  |      | I/P        | 8        | als letzte Pfeifenorgel der alten Kirche in 2000 transferiert nach Herzogau bei Waldmünchen, St. Anna und St. Sebastian. |
| 1960      | Weidenberg-Rosenhammer | St. Michael                        |      | II/P       | 11       | |
| 1961      | Regensburg             | St. Wolfgang                       |      | I/P        | 9        | Portalwerk der Orgelanlage → Orgel |
| 1964/1967 | Straubing              | Basilika St. Jakob                 |      | IV/P       | 77       | → Orgel. 2020 ersetzt durch einen Neubau von Orgelbau Eule: Hauptorgel (85/IV/P) und Chororgel (19/II/P) |
| um 1967   | Algasing               | Klosterkirche                      |      | II/P       | 16       | |
| 1967/70   | Deggendorf             | Mariä Himmelfahrt                  |      | II/P III/P | 12 45    | Chororgel und Hauptorgel; 2019 ersetzt durch einen Neubau von Orgelbau Vleugels: Hauptorgel 41/III/P und Chororgel 18/II. Die Meier-Chororgel wurde 2024 in die ehem. Klosterkirche auf der Vogelsburg in Volkach übertragen. |
| 1968      | Regensburg             | St. Josef (Reinhausen)             |      | III/P      | 41       | 1994 ersetzt durch einen Neubau von Orgelbau Sandtner (46/III/P), Meier-Orgel nach Amberg-Hl. Familie transferiert; dort erhalten                                                                                             |
| 1974      | Triftern               | St. Stefan                         |      | III/P      | 39       | Weitgreifender Umbau nach Plänen von Walter Striedl (Kaplan in Triftern und später Pfarrer in Malgersdorf)→ Orgel |
| 1975      | Tirschenreuth          | Mariä Himmelfahrt                  |      | III/P      | 43       | → Orgel |
| 1977      | Malgersdorf            | St. Stephanus                      |      | III/P      | 44       | Das letzte Opus von Meier nach Entwürfen von Pfarrer Walter Striedl; dazu 29 elektronische Klangfarben → Orgel |